# Сенегальский ремез
Сенегальский ремез (лат. Anthoscopus parvulus) — вид птиц из семейства ремезовых. Подвидов не выделяют. Распространены в Африке.

## Описание
Сенегальский ремез достигает длины 8 см и массы 8—9 г. Самый яркий представитель рода, с маленьким, заострённым коническим клювом и довольно сильными ногами. Половой диморфизм не выражен. У взрослых особей лоб и макушка ярко-жёлтые, с относительно слабыми желтоватыми вкраплениями. Через глаз проходит тусклая сероватая полоса, более тёмная и заметная на уздечке. Верхняя часть тела, включая боковые стороны шеи, желтовато-оливково-зелёные, с сероватым оттенком. Надхвостье и кроющие перья хвоста жёлтые. Верхняя часть крыльев черновато-коричневая, перья по краям желтовато-зелёные, первостепенные маховые перья по краям буровато-белые (образуют узкую беловатую полосу в свежем оперении). Хвост черновато-коричневый с желтовато-зелёными краями перьев. Подбородок, шея, грудь, брюхо и нижние кроющие перья хвоста насыщенного жёлтого цвета с очень слабым оливковым оттенком; по мере изнашивания оперения крылья и хвост становятся коричневыми, а нижняя сторона тела — тускло-жёлтой. Радужная оболочка коричневая или черноватая; клюв черноватый, становится бледнее к основанию и по краям; ноги сланцево-серые или синевато-серые. Молодые особи более тусклые, макушка и нижняя часть тела бледно-жёлтого цвета.

## Вокализация
Песня представляет собой немелодичное, быстрое, повторяющееся «ska-ska-ska-ska…» или дважды повторенное «pichee»; сериями по 6—12 нот за 1—2 секунды. Контактная позывка отдаленно напоминает крики длиннохвостой синицы (Aegithalos caudatus) и слышится как тонкое «si, sli-sli-sli».

## Распространение и места обитания
Сенегальский ремез распространён в западной и центральной Африке: Бенин, Буркина-Фасо, Камерун, Центральноафриканская Республика, Чад, Демократическая Республика Конго, Кот-д'Ивуар, Гамбия, Гана, Гвинея, Мавритания, Мали, Нигерия, Сенегал, Южный Судан и Того. Естественными местами обитания сенегальского ремеза является сухая или полупустынная песчаная или низкотравная саванна суданского типа, местами простирающаяся на юг до гвинейской зоны и на север до более засушливого Сахеля. Кроме того, очень локально (Зариа, север Нигерии), густые кустарники и светлые леса на плантациях. Встречается даже в сильно деградированной и перегруженной пастбищами саванне. Предпочитает большие тенистые деревья, растущие вблизи водоёмов, или большие акации (Acacia).
Сенегальский ремез в основном ведёт оседлый образ жизни, но иногда совершает сезонные перемещения, по крайней мере, в некоторых частях ареала. На юге Мавритании встречается только в сезон дождей, а в Гамбии перемещается из верховьев рек в прибрежные леса также в сезон дождей; в Гане, по-видимому, исчезает из национального парка Моул в разгар сухого сезона, тогда как там он обычен с мая по сентябрь (во время сезона дождей).

## Биология
Сенегальский ремез встречается парами или небольшими группами по 3—6 особей; иногда встречаются небольшие стаи до 30 особей; часто присоединяется к смешанным стаям мелких видов птиц, таких как белоглазки (Zosterops) и желтобрюшки (Eremomela). Питается в верхних ярусах и кронах деревьев, перелетая с дерева на дерево. В состав рациона входят мелкие беспозвоночные, в основном насекомые и их личинки.
Биология размножения практически не исследована. Птицы в состоянии размножения наблюдались в марте в Гамбии, феврале—марте в Мали, январе в Гане и июне в Нигерии. Описано только одно гнездо, представляющее собой подвесной мешочек из красиво сплетённого, чрезвычайно прочного войлочного материала, с самозакрывающимся коротким трубчатым входом, прикрепленный к ветке на высоте примерно 5,5 м над землей у самой верхушки дерева. В кладке было два яйца.